# Abonyi Antal
Abonyi Antal (Baglyasalja, 1938. január 20. – Budapest, 2018. október 1.) magyar operatőr. Híres felmenője Blaha Lujza (apai ágon).

## Életpályája
Szülei: Abonyi Antal és Andó Júlia voltak. 1952–1956 között a salgótarjáni Madách Imre Gimnázium diákja volt. 1957–1961 között a Színház- és Filmművészeti Főiskola operatőr szakán tanult. 1961–1968 között a Mafilm segédoperatőre, majd operatőre volt. 1968–1997 között a Magyar Televízió operatőre, majd vezető operatőre volt. 1988 óta a Magyar Operatőrök Szövetségének tagja. 1997–2003 között a Szféra TV operatőre volt.
Részt vett a "blue box" technikai bevezetésében. Számos képzőművészeti filmet, bábfilmsorozatot készített. Több évig szilveszteri, szórakoztató és operettműsorokat készített.

## Magánélete
1961-ben házasságot kötött Paróczai Edittel. Egy fiuk született: Lóránt (1967).

## Filmjei
- Eszpresszóban (1959)
- Színes kavicsok (1961)
- A tér (1961)
- Az özvegy és a százados (1967)
- A varázsló (1969)
- Hahó, Öcsi! (1971)
- Pirx kalandjai (1972)
- Fejfák (1973)
- Mazsola és Tádé (1973)
- Utazás a Holdba 1-3. (1974)
- Pokol-Inferno (1974)
- Születésünk titkai (1975)
- Le a cipővel! (1975)
- Egy csók és más semmi (1975)
- A peleskei nótárius (1975)
- Süsü, a sárkány (1976-1980)
- Földünk és vidéke (1977)
- Naftalin (1978)
- Futrinka utca (1979)
- Az edzett eb (1979)
- Rest Miska (1981)
- A Kazal (1981)
- Mikkamakka, gyere haza! (1982)
- Róza néni elintézi (1982)
- A Rátonyi (1982)
- A Fónay (1982)
- Fürkész történetei (1983)
- A zöld torony (1985)
- Anna és Anton (1985)
- Francia négyes (1985)
- Dörmögőék kalandjai (1987)
- Dús király madara (1988)
- A fazék (1988)
- Gyilkosság két tételben (1988)
- Dörmögőék legújabb kalandjai (1990-1991)
- Új Gálvölgyi-Show (1991)
- Uborka (1992)
- Erózió (1992)
- Mécsek (1992)
- Pünkösdölő (1993)
- Pipázó eleink (1998)
- A bálvány (2003)

## Díjai
- Olaszországi TV fesztivál (1970)
- Technikai fődíj: Ének a galaktikáról
- Montreaux-i fesztivál díja: Alfonzó show (1973)
- Spanyol TV fesztivál díja: Dante: Pokol (1971)
- Veszprémi TV találkozó fődíja (1976)
- MTV nívódíjak